# Другачија (филм)
Другачија (енгл. Divergent) амерички је научнофантастични филм из 2014. режисера Нила Бергера у коме главну женску улогу тумачи Шејлин Вудли, а главну мушку улогу Тео Џејмс. Снимљен је по истоименом дистопијском роману Веронике Рот. 
То је први део истоименог серијала. Уследио је 2015. године други део : "Побуњени". Последњи део је: "Одани" 2016. године.

## Радња
Беатрис Прајoр (Трис) има 16 година и живи у постапокалиптичном свету где је друштво подељено на пет фракција: Неустрашиве - за најхрабрије, Учене - за најпаметније, Несебичне - за најиздашније, Искрене - за оне који причају само истину и Мирољубиве - за најљубазније, који су увек срећни. Она мора изабрати где ће припасти због свог опстанка. Беатрис је рођена код Несебичних, фракција која чини владу. Њен отац, Ендру, је на располагању већу Несебичних уз одговорно лице, Маркуса Итона.
Беатрис полаже тест који ће јој рећи коју фракцију да изабере уз Тори, припадницу Неустрашивих. Редак случај, њен тест вештине није био одлучујући, то јест резултати чине да припада више него једној фракцији : она је Дивергентна. Дивергентни су ретке особе које поседују карактеристике више фракција у исто време. Они су праћени од стране управе државе јер не могу бити контролисани. У ствари, њиховим духом се не може дириговати; могу мислити независно и непредвидиви су. Они прете, дакле, равнотежи друштва. Тори је штити мењањем резултата теста и уписује да је прошла као Несебична и саветује јој да чува истину под тајном.
Прикривајући своју тајну, Беатрис, током церемоније Избора који служи да каже у коју фракцију жели да оде, напушта Несебичне због Неустрашивих; њен брат, Кејлеб, бира Учене. Беатрис среће дакле Кристину, Ала и Вила, који су исто изабрали да напусте њихову првобитну фракцију због Неустрашивих. Беатрис је први добровољац за скок са висине зграде у црну рупу, и када Четири, инструктор, је пита за име, она га скраћује у « Трис » јер сматра да Беатрис више не одговара њеној новој фракцији.
Ерик, вођа Неустрашивих, им саопштава једно ново правило : налазиће се пласман који ће одлучити ко ће напустити групу Неустрашивих и постати неко « без фракције » и они други који ће бити изабрани да чине део Неустрашивих дефинитивно. Трис истрајава дакле у бруталном свету Неустрашивих, чије тренирање је базирано на надмашивању самог себе захваљујући бројним физичким тренинзима и контроли својих страхова кроз психолошке симулације. Са дна пласмана, она се пење мало помало. Трис иде у посету свом брату, који јој открива да Учени планирају да замене Несебичне и тиме постану водећа фракција.
Четири схвата да је она дивергентна и саветује јој да сакрије што је другачија и да се суочи са изазовима као што би учинила Неустрашива. Да би је припремио за завршни тест, Четири тренира Трис преко својих сопствених симулација страхова, али она ту сазнаје да је његово право име Тобајас и да је син Маркуса Итона. Након симулације, Трис тражи да види његову тетоважу која представља 5 фракција удружених у једну слику. Он објашњава Трис да не жели бити само храбар, паметан, искрен, несебичан и мирољубив него све то. Трис полаже свој тест и званично је призната као Неустрашива.
Након свог теста, Трис се придружује својим пријатељима и сазнаје из Ериковог говора да сви морају примити инјекцију, серум који су обезбедили Учени, који служи да прати, али који у ствари има утицај над њима и дозвољава Ученима да контролишу њима. Следећег јутра, Неустрашиви под контролом се припремају да изврше наређења Учених : убијају све Несебичне да би их лишили власти и тако их свргну. Дивергентни нису под утицајем серума, Трис дакле се мора понашати као остали да би избегла сваку сумњу. « Они нас чују и виде али њихов мозак не реагује », поверава се један од вођа. Они се укрцавају у воз који их води код Несебичних. Она налази Четири, који није под ефектом серума. Трис и Четири се одвајају од групе и покушавају да локализују Трисине родитеље, али Ерик, схватајући да Четири није под контролом, хвата обоје. Они бивају ухапшени. Џанин, вођа Учених, води Четири на тест и наређује да Трис буде погубљена, због повреде од метка на левом рамену, закључујући да тестирања не би била задовољавајућа на њој. Њена мајка, бивша Неустрашива се појављује и спасава је али бива убијена у току њиховог бежања када Трис убија свог пријатеља Вила, који је још увек под утицајем серума и покушао да је убије.
Трис налази свог оца у бекству са Кејлебом. Она среће Питера и присиљава га да их одведе у контролни центар Учених. Њен отац се жртвује у пуцњави и Трис улази сама да би нашла Четири, који је сада под утицајем, који му диригује да своје пријатеље сматра за непријатеље. Џанин му је дала инјекцију да је слуша и да убије Трис као и Несебичне. Четири напада Трис и она покушава да га уразуми. Она успева и користи узорак серума контроле над Џанин, ауторки самог серума, да би је натерала да избрише програм. Неустрашиви до сада под утицајем поново долазе себи и масакр Несебичних је избегнут. Мала група бежи и скаче у градски воз који их води на непознато одредиште.

## Улоге
| Глумац        | Улога                 |
| ------------- | --------------------- |
| Шејлин Вудли  | Беатрис "Трис" Прајор |
| Тео Џејмс     | Тобајас "Четири" Итон |
| Енсел Елгорт  | Кејлеб Прајор         |
| Кејт Винслет  | Џанин Метјуз          |
| Џај Картни    | Ерик                  |
| Зои Кравиц    | Кристина              |
| Мајлс Телер   | Питер Хејз            |
| Меги Кју      | Тори Ву               |
| Ешли Џад      | Натали Прајор         |
| Тони Голдвин  | Ендру Прајор          |
| Реј Стивенсон | Маркус Итон           |